# Formația vocal-instrumentală Plai
Plai este o formație vocal-instrumentală înființată în anul 1982 la Chișinău.

## Componență
- Ștefan Petrache - voce
- Iliea Dobrov - clape, conducătorul muzical al formației
- Liviu Știrbu - chitară
- Petre Toma - chitară-bas, voce
- Iurie Mișcenco - clape, voce
- Igor Panin - chitară, voce
- Sebastian Nahaba - baterie
- Ilie Sârbu - chitară acustică, voce